# Vireo cassinii
El vireo de Cassin (Vireo cassinii) es una especie de ave paseriforme de la familia Vireonidae perteneciente al numeroso género Vireo. Es nativo de América del Norte y extremo noroeste de América Central.

## Distribución y hábitat
La especie anida en el suroeste de Canadá y oeste de Estados Unidos, de forma disjunta también en el noroeste de México y migra hacia el oeste de México en los inviernos boreales, llegando hasta Guatemala.
Su hábitat preferido para reproducción son los bosques templados y durante la migración habita bosques secos, bosques húmedos de baja altitud o montanos tropicales y subtropicales.

## Subespecies
Según la clasificación del Congreso Ornitológico Internacional (IOC) (Versión 6.2, 2016) y Clements Checklist v.2015,  se reconocen 2 subespecies, con su correspondiente distribución geográfica:
- Vireo cassinii cassinii Xantus de Vesey, 1858 - anida en el suroeste de Canadá (sur de Columbia Británica al sur desde el paralelo 53° N) y oeste de Estados Unidos (Washington y oeste de Montana al sur hasta el sur de California), de forma disjunta también en el noroeste de México (montañas del norte de Baja California); migra al oeste de México (al sur hasta Oaxaca) y Guatemala.[6]
- Vireo cassinii lucasanas Brewster, 1891 -  montañas del sur de Baja California (Sierra de la Laguna) (oeste de México).[6]